# Хронология вторжения России на Украину (февраль 2024)
Данная статья является частью хронологии широкомасштабного вторжения РФ на Украину и описывает события, произошедшие в феврале 2024 года.

## 1 февраля
Украина заявила об уничтожении ракетного катера «Ивановец» Черноморского флота РФ. Затопление произошло в Чёрном море возле озера Донузлав на западе Крыма.
От удара российского беспилотника в городе Берислав Херсонской области погибли двое французских волонтёров швейцарской гуманитарной организации EPER и ранены ещё трое, а также один одессит.

## 2 февраля
В ночь на 2 февраля российская армия атаковала Украину беспилотниками. По данным украинских военных, было запущено 24 беспилотника «Шахед», из которых удалось сбить 11. Они были сбиты над Днепропетровской, Кировоградской, Харьковской и Херсонской областями. В Кривом Роге беспилотник повредил электроподстанцию, оставив без электроэнергии около 40 тысяч абонентов, а также две шахты, где находились около 100 человек.
Российский авиаудар по Херсону: повреждены дома в центре города, известно о двух пострадавших. Позже в тот же день город был обстрелян вновь, пострадал один человек.

## 3 февраля
В результате обстрела оккупированного Россией Лисичанска погибли назначенный Россией «министр чрезвычайных ситуаций» подконтрольной России ЛНР Алексей Потелещенко и два местных депутата-коллаборациониста. Российское МЧС заявило, что погибли 28 человек, но Русская служба BBC не смогла подтвердить эту информацию.

## 4 февраля
Воспользовавшись ненастной погодой и нехваткой снарядов у ВСУ, российские войска прорвались в северную часть Авдеевки и закрепились там, поставив под угрозу единственную линию снабжения украинских войск в городе. Это сделало положение его защитников близким к критическому.

## 5 февраля
Обстрел Херсона. По данным МВД Украины, погибли четыре человека и ранен один.

## 7 февраля
Ранним утром российские войска нанесли по Украине массированный удар ракетами и беспилотниками. Было запущено 20 ударных беспилотников Shahed 136 и 44 ракеты разных типов (Х-101/Х-555/Х-55, Х-22, «Калибр», «Искандер-М» и С-300). По данным украинских военных, сбить удалось 44 цели из 64: 26 крылатых ракет Х-101/Х-555/Х-55, три крылатые ракеты «Калибр» и 15 беспилотников.
- По Киеву, согласно местным властям и Воздушным силам ВСУ, был нанесён удар ракетами Х-101/Х-555/Х-55 со стратегических бомбардировщиков Ту-95МС, а также баллистической ракетой. Над городом и рядом с ним были сбиты около 20 ракет. Частично разрушен и загорелся 18-этажный дом в Голосеевском районе. В этом доме погибли 4 человека и травмированы 19. Всего в Киеве пострадали 40 человек. Кроме того, в городе от падения обломков загорелась станция техобслуживания, около 40 автомобилей, электросети и магистраль теплоснабжения; у 19,4 тысячи абонентов прервалось энергоснабжение. Верховный представитель ЕС по иностранным делам Жозеп Боррель, приехавший в Киев накануне, был вынужден укрываться в бомбоубежище[16][17][15][18].
- В Киевской области в 8 населённых пунктах зафиксировали падение обломков ракет[17]. Повреждены 58 частных и 5 многоэтажных домов, учебное заведение, дом культуры, почтовое отделение, хозяйственные постройки, 12 автомобилей и коммуникации[18][17][15]; пострадали 3 мирных жителя[15][18].

- В Николаеве, по данным полиции и местных властей, уничтожены три частных дома и повреждены более 70 (из которых около 20 остались без крыш[17]), а также отделение почты и мастерская[18]. Кроме того, повреждены газо- и водопровод. Шесть человек ранены и один погиб. В Николаевской области повреждён инфраструктурный объект[16][17][15][18].
- По Харькову был нанесён удар ракетами С-300. По данным местных властей, повреждены гражданские предприятия, пострадали три их сотрудника[15]. Всего, по данным местной полиции, по Харьковской области этим утром было запущено 5 ракет, из которых две — производства Северной Кореи: HVASON 11GA (KN-23)[18].
- В Днепропетровской области ударными беспилотниками и их обломками повреждены здания и автомобили на территории коммунального предприятия. Пострадавших не было[15].
- В Дрогобыче Львовской области частично разрушен промышленный объект[15][17]. Одна ракета летела в сторону Польши и в 20 километрах от границы развернулась. На перехват вылетели польские F-16[16].
- На Сумскую область, по данным прокуратуры, ночью были сброшены 3 авиабомбы[16].

В Минобороны РФ заявили, что российские войска нанесли удар «высокоточным оружием» по предприятиям военно-промышленного комплекса Украины, где якобы производили морские беспилотники, береговые ракетные комплексы и ракеты.

## 8 февраля
Владимир Зеленский сменил на посту главнокомандующего Вооружёнными силами Украины Валерия Залужного на Александра Сырского.
Украина и Россия обменялись пленными. Каждая сторона вернула 100 военнослужащих. По словам Владимира Зеленского, большинство возвращённых украинских военных — защитники Мариуполя. Обмен состоялся при посредничестве Объединенных Арабских Эмиратов.
В ночь на 8 февраля российские военные совершили очередную атаку Украины беспилотниками «Шахед». По данным Воздушных сил ВСУ, из Крыма были запущены 17 беспилотников, из которых 11 удалось сбить. По данным местных властей, в Одесской области пострадали гражданские объекты, среди которых учебное заведение и недостроенный жилой дом. В Николаеве пострадали более 20 жилых домов, частное производство и коммунальное предприятие. В Винницкой области от обломков сбитых беспилотников загорелся инфраструктурный объект.
Ракетный удар по городу Селидово Донецкой области. По данным МВД Украины, российские войска выпустили по городу 8 ракет: С-300 и северокорейские Хвасон-11Га (КN-23). Один человек погиб и семеро ранены; повреждены по крайней мере 53 многоквартирных и 10 частных домов, 4 учебных заведения, 2 административных здания, частное предприятие и 24 автомобиля.

## 9 февраля
В ночь на 9 февраля российские войска, по данным Воздушных сил ВСУ, запустили по Украине 16 ударных беспилотников, из которых удалось сбить 10 (в Николаевской, Херсонской и Харьковской областях). По данным местных властей, в Харьковской области пострадали гостиница, несколько частных домов, комплекс отдыха и столовая.
Минобороны России заявило об атаке украинских беспилотников на российские объекты. Сообщается об уничтожении 19 дронов. В Краснодарском крае произошёл пожар на Ильском нефтеперерабатывающем заводе — по неофициальным данным, от удара беспилотников.
Поздним вечером российские войска нанесли удар ударными беспилотниками Shahed-136 по Харькову и Великому Бурлуку, а в ночь с 9 на 10 февраля под ударом «Шахедов» оказалась Одесса и область. По данным Воздушных сил Украины, удалось сбить 23 беспилотника типа «Шахед-136/131» из 31, запущенного из Балаклавы и района мыса Чауда в Крыму.
- В Харькове беспилотники ударили по нефтебазе в Немышлянском районе. Горящее топливо разлилось по улице, 15 частных домов сгорели дотла. Повреждена гражданская инфраструктура. Погибли семь человек, в том числе трое детей, ещё три человека ранены[24][25][26].
- В Великом Бурлуке удар пришёлся на кафе[24].
- В Одесской области обломками беспилотника повреждён объект припортовой инфраструктуры, ранен 1 человек[24].

## 12 февраля
По информации воздушных сил ВСУ, ВС РФ выпустили по территории Украины 17 дронов, 14 из которых были сбиты в небе над Винницкой, Кировоградской, Днепропетровской, Запорожской, Хмельницкой и Николаевской областями. Также, по сообщению командования Воздушных сил ВСУ, в небе над Новомосковским районом Днепропетровской области были сбита ракета Х-59. В Павлоградском районе области 29 тысяч абонентов остались без электроснабжения, в городе Терновка 10 тысяч абонентов — без воды.

## 13 февраля
Согласно заявлению Воздушных сил ВСУ, ВС РФ запустили по территории Украины 23 дрона-камикадзе «Шахед», 16 из которых были сбиты (в Запорожской, Днепропетровской и Херсонской областях). По сообщениям местных СМИ, часть районов Днепра остались без электро- и водоснабжения. «Днепроводоканал» сообщил, что из-за перебоев с поставкой электроэнергии была остановлена насосная станция. Перестала функционировать одна из теплоэлектроподстанций, повреждённая ударом.
По сообщениям ряда российских телеграм-каналов и военкоров, ВС РФ нанесли ракетные удары по полигону ВСУ в городе Селидово, расположенном в 40 километрах от Донецка, в результате чего погибли сотни военнослужащих ВСУ. Телеграм-канал «Рыбарь» сообщил, что удар был нанесён ракетами «Искандер» с кассетными боеприпасами. Согласно сообщению, вскоре недалеко от удара начались облавы СБУ. Командующий группировкой войск «Таврия» Александр Тарнавский заявил, что заявления не соответствуют действительности. По его словам, ВС РФ нанесли удар из РСЗО по посёлку Цукурино, находящемуся в 8 километрах от Селидово, пострадавших нет.

## 14 февраля
Утром возле Крымского полуострова дроны ВСУ поразили российский десантный корабль «Цезарь Куников», в результате чего он затонул.
В ночь на 14 февраля российские войска обстреляли больницу и дом в Селидово (Донецкая область). В больнице основной удар пришёлся по родильному отделению; погибли две женщины и ребёнок, шесть пациентов ранены. В доме разрушен подъезд, ранены шесть человек.

## 15 февраля
Ночью российские военные нанесли ракетный удар по Полтавской области. По данным местных властей, загорелся склад в Миргородском районе, пострадавших нет.
С утра был совершён массированный ракетный обстрел территории Украины. По данным Воздушных сил ВСУ, было запущено 26 ракет: 12 крылатых ракет Х-101/Х-555/Х-55, 6 баллистических ракет «Искандер-М»/KN-23, 2 крылатые ракеты «Калибр», 4 управляемые авиационные ракеты Х-59, 2 зенитные управляемые ракеты С-300. По информации Воздушных сил Украины, сбито 13 ракет.
- В Днепровском районе Днепропетровской области был повреждён объект инфраструктуры. Без пострадавших.
- В Запорожье, по предварительным данным, тоже поражён объект инфраструктуры. Кроме того, повреждены многоквартирные дома, учебное заведение и объект торговли. Четыре человека ранены.
- В Ивано-Франковской области от обломков сбитой ракеты незначительно пострадали хозяйственные постройки.
- Часть ракет, в том числе баллистические, летели на Киев. Все они были сбиты. Обломки повредили частные дома, хозяйственные постройки и машины в двух населённых пунктах Киевской области.
- Во Львове, по данным мэра, произошло попадание в объект инфраструктуры. Пострадали здания двух школ и детского сада, выбило окна в 18 домах. Ранены три мирных жителя. Глава областной администрации сообщил об уничтожении электроподстанции.
- В Хмельницкой области повреждены гражданские объекты. Двое человек ранены[35][36].

Днём под ракетную атаку попал Белгород. Удар пришёлся по торговому центру на улице Плеханова. Как сообщает телеграм-канал «112», погибли 4 человека и пострадали 7. По версии канала «Mash», погибли 6 человек, пострадали 10. Согласно этому каналу, осколки ракеты попали в торговый центр «Магнит» (улица Лермонтова), а также на территорию школы № 42.

## 16 февраля
Украинские войска на исходе дня покинули Авдеевку во избежание окружения.

## 20 февраля
В ночь с 19 на 20 февраля российские войска нанесли по территории Украины удар дронами типа Shahed-136. По данным командования Воздушных сил ВСУ, из Краснодарского края было запущено 23 дрона, и все они были сбиты. О последствиях атаки командование не сообщило.
Днём ВСУ нанесли удар из HIMARS по российскому полигону под Волновахой, где солдаты из 36-й гвардейской мотострелковой бригады ждали приезда генерала. Погибли, по разным оценкам, не менее 60 человек.

## 21 февраля
Агентство Reuters со ссылкой на анонимные источники сообщило, что Иран передал России около 400 баллистических ракет.
Русская служба Би-би-си и издание «Медиазона» установили по открытым источникам имена 45 123 погибших в ходе вторжения на Украину российских военных (не считая военных ДНР и ЛНР). Полное количество погибших, по их оценке, может быть вдвое больше.
Совершил самоубийство российский блогер-сталинист и военный Александр Морозов, известный как Мурз. Это случилось после его заявления о гибели в боях за Авдеевку с октября по февраль 16 тысяч российских военных, за что его раскритиковали пропагандисты, а командование заставило удалить сообщение.

## 23 февраля
В ночь на 23 февраля российская армия совершила очередную атаку Украины беспилотниками. По данным Воздушных сил ВСУ, был запущен 31 беспилотник, из которых 23 были сбиты. Кроме того, были выпущены три ракеты С-300, противорадиолокационная ракета Х-31П и две крылатые ракеты Х-22. В Одессе обломки беспилотника упали на территории предприятия. Возник пожар, погибли трое сотрудников. В Днепре беспилотник попал в жилой дом. Погибли 2 человека, пострадали 8.
Около хутора Трудовая Армения Краснодарского края (за 250 километров от линии фронта) потерпел крушение российский самолёт-радар А-50. Перед падением самолёт отстреливал тепловые ловушки, пытаясь отвлечь ракеты. По данным украинской стороны, самолёт сбит Воздушными силами ВСУ в сотрудничестве с Главным управлением разведки; российские блогеры заявляют об огне по своим. Это произошло через 40 дней после уничтожения ещё одного самолёта той же модели.

## 25 февраля
Ночная российская атака Украины беспилотниками и ракетами. По данным Воздушных сил ВСУ и сил обороны юга Украины, было запущено 18 беспилотников «Шахед», из которых 16 были сбиты, и две противорадиолокационные ракеты Х-31П (обе сбиты). Глава администрации Хмельницкой области заявил о повреждении объекта инфраструктуры.
Той же ночью российская армия нанесла массированный удар по Константиновке (Донецкая область). Разрушен вокзал. Кроме того, по данным полиции, пострадали 14 домов, 21 магазин, 19 торговых павильонов, три учебных заведения, два административных здания, храм, почта и киоск.
Минобороны РФ заявило об уничтожении шести украинских беспилотников: двух над Белгородской областью и четырёх над Чёрным морем.
Согласно заявлению Минобороны РФ, российские войска оттеснили ВСУ около Курдюмовки, Клещиевки и Дилиевки, расположенных южнее Бахмута, нанеся поражение 22-й, 28-й и 92-й механизированным бригадам ВСУ. Также ведомство сообщило, что ВС РФ захватили лучшие позиции в районе Авдеевки, нанеся ущерб в живой силе и технике 3-й штурмовой бригаде ВСУ и 107 бригаде ПВО. ВСУ заявили, что отразили 18 атак российских войск около Авдеевки и 5 около Бахмута.

## 26 февраля
Согласно заявлениям российских военных блогеров, процитированных Институтом изучения войны, ВС РФ заняли село Северное, расположенное западнее Авдеевки, и продвинулись на запад от села Ласточкино. Согласно заявлениям украинской стороны, после вывода войск из Авдеевки ВСУ возвели фортификационные сооружения около сёл Ласточкино, Новобахмутовка и Первомайское, а также успешно отражают российские атаки.
По сообщению СМИ, ВС РФ под Авдеевкой поразили танк M1A1SA «Абрамс», состоящий на вооружении 47-й омехбр ВСУ, с помощью FPV-дрона. Удар дрона в верхнюю часть танка вызвал внутреннее возгорание, вероятно, уничтожившее танк.

## 27 февраля
В Красноярске партизанское движение «Экстремист» взяло на себя ответственность за убийство экс-наемника ЧВК «Вагнер» Сергея Конкеева. Он был известен тем, что на видео хвастался казнями украинских военнопленных.

## 28 февраля
Минобороны РФ заявило, что военнослужащие РФ заняли село Степовое, расположенное в 11 километрах к северо-западу от Авдеевки. Ранее украинская сторона заявила, что вывела из села войска, а также о том, что ВСУ оставили находящееся рядом село Северное. Также, согласно заявлениям украинской стороны, ВСУ были выведены из села Ласточкино.
Российский ракетный удар по центру Покровска. Пострадали университет, школа, административные здания, дворец культуры и более 30 жилых домов.
Украинский спецназ совершил неудачный рейд на Тендровскою косу, находившуюся на оккупированной части Херсонской области. По данным российских источников в ходе операции погибло около 20 украинских бойцов.

## 29 февраля
Согласно заявлениям Михаила Рогова, возглавляющего пророссийское движение «Мы вместе с Россией», украинская диверсионная группа из 73-го морского центра специальных операций, пытавшаяся высадиться на Тендровской косе в Херсонской области, была уничтожена ВС РФ. Силы специальных операций (ССО) ВСУ сообщили, что военные из 73-го морского центра погибли, обеспечивая отход основной группы ВСУ после осуществления специального задания, подробности которого не сообщались. Российский телеграм-канал «Mash» сообщил, что военнослужащие ВСУ пытались высадиться на 5 лодках, 4 из которых были подбиты и одной удалось уйти. По информации канала, около 20 украинских военнослужащих погибли и один попал в плен.